# Lecane nana
Lecane nana är en hjuldjursart som först beskrevs av Murray 1913.  Lecane nana ingår i släktet Lecane och familjen Lecanidae. Arten är reproducerande i Sverige. Inga underarter finns listade i Catalogue of Life.